# Pararge armeniaca
Pararge armeniaca är en fjärilsart som beskrevs av Leo Andrejewitsch Sheljuzhko 1937. Pararge armeniaca ingår i släktet Pararge och familjen praktfjärilar. Inga underarter finns listade i Catalogue of Life.